# Dodekan
Dodekan – organiczny związek chemiczny z grupy węglowodorów, alkan o dwunastu atomach węgla w cząsteczce.
Stosowany jest jako rozpuszczalnik, składnik ciekłych scyntylatorów, a także jako rozcieńczalnik fosforanu tributylu w przetwórstwie roślin.